# Aotus trivirgatus
Aotus trivirgatus es una especie de primate sudamericano de la familia Aotidae. Habita en Sudamérica y se extiende desde el Sur hasta el norte de Colombia y Guyana.

## Distribución geográfica
Es nativo de Brasil, Colombia, Guyana y Venezuela.

## Hábitat
El mono nocturno es el único primate antropoide que ha aprovechado un nicho nocturno y, en este sentido, ha resultado ser extremadamente exitoso.